# SN 2008F
SN 2008F – supernowa typu II-P odkryta 12 stycznia 2008 roku w galaktyce M-01-08-15. W momencie odkrycia miała maksymalną jasność 18,40m.